# Ik ook van jou (televisieserie)
Ik ook van jou is een Nederlands televisieprogramma dat in de periode augustus - november in 2013 op SBS6 werd uitgezonden. De titel is gelijknamig aan de hit van Guus Meeuwis, die tevens gebruikt wordt als leadermuziek. Het programma is gebaseerd op de Franse serie Scènes de Ménages. Wegens tegenvallende kijkcijfers kwam er na het eerste seizoen geen vervolg.

## Cast
- Lynn - Isis Cabolet
- Winston - Tarikh Janssen
- Frank Brinkman - Han Oldigs
- Marja Brinkman - Ellen Pieters
- Wouter Feenstra - Leo Alkemade
- Sanne Ruijter - Marieke Westenenk
- Ria de Jong - Lieneke le Roux
- Lex de Jong - Maarten Wansink

## Gastrollen
- Lisa - Anne Wallis de Vries - (3, 4, 5, 28, 30)
- Vriend van Lex - Alfred van den Heuvel - (5)
- Mevrouw de Vries - Coby Timp - (10)
- Vrouw bij Frank/Marja - Will Koopman - (10)
- Zus van Wouter - Marlous Dirks - (13)
- Vriend van Wouter/Sanne - Ferdi Stofmeel - (18, 31, 52, 60)
- Vriend van Frank/Marja - Hajo Bruins - (22, 23, 24)
- Vriend van Frank - Patrick Stoof - (27)
- Tante Coby - Ineke Veenhoven - (30)
- Ex-vriend van Sanne - Max van den Burg - (30)
- Astrid - Mouna Goeman Borgesius - (32)
- Dr. van der Ploeg - Sjoukje Hooymaayer - (41)
- Herman - Ronald Snijders - (42, 54)
- Christina - Trudi Klever - (44)
- Zus van Wouter - Saar Bressers - (49, 57)
- (onbekend) - Rik Engelgeer - (...)
- (onbekend) - Rudolf Hendrikx - (...)

## Crew
- Regie - Will Koopman, Allard Westenbrink, Hans de Korte
- Script bewerking - Eline Flipse, Lex Wertwijn
- Camera - Joost van Herwijnen, Tom Erisman
- Art-direction - Manuelle van den Heuvel
- Styling - Sheila Wassington, Esther Klaver
- Make-up - Annelieke Telle
- Lichtontwerp - Bert Hogenes
- Productie - Ellen Meijer
- Business director - Alex Doff
- Uitvoerend producent - Rogier Visser
- Producent - John de Mol

## Trivia
- De volledige serie is opgenomen in een studio.
- Gemiddeld worden er, per koppel, 20 scènes per dag opgenomen.
- Na enkele weken verschenen er ook bloopers van de serie op de website.
- Ellen Pieters en Han Oldigs vormen in het echte leven ook een koppel.
- In Komt een man bij de dokter speelden Leo Alkemade en Marieke Westenenk ook al een koppel.
- Vanaf aflevering 21 (maandag 23 september 2013) is er een lach voorzien onder de sketches.
- Een terugkomend ritueel in de serie is dat alle scènes worden opgenomen vanuit één vast standpunt, buiten de tijdsprongen.